# Franz Vergauwen

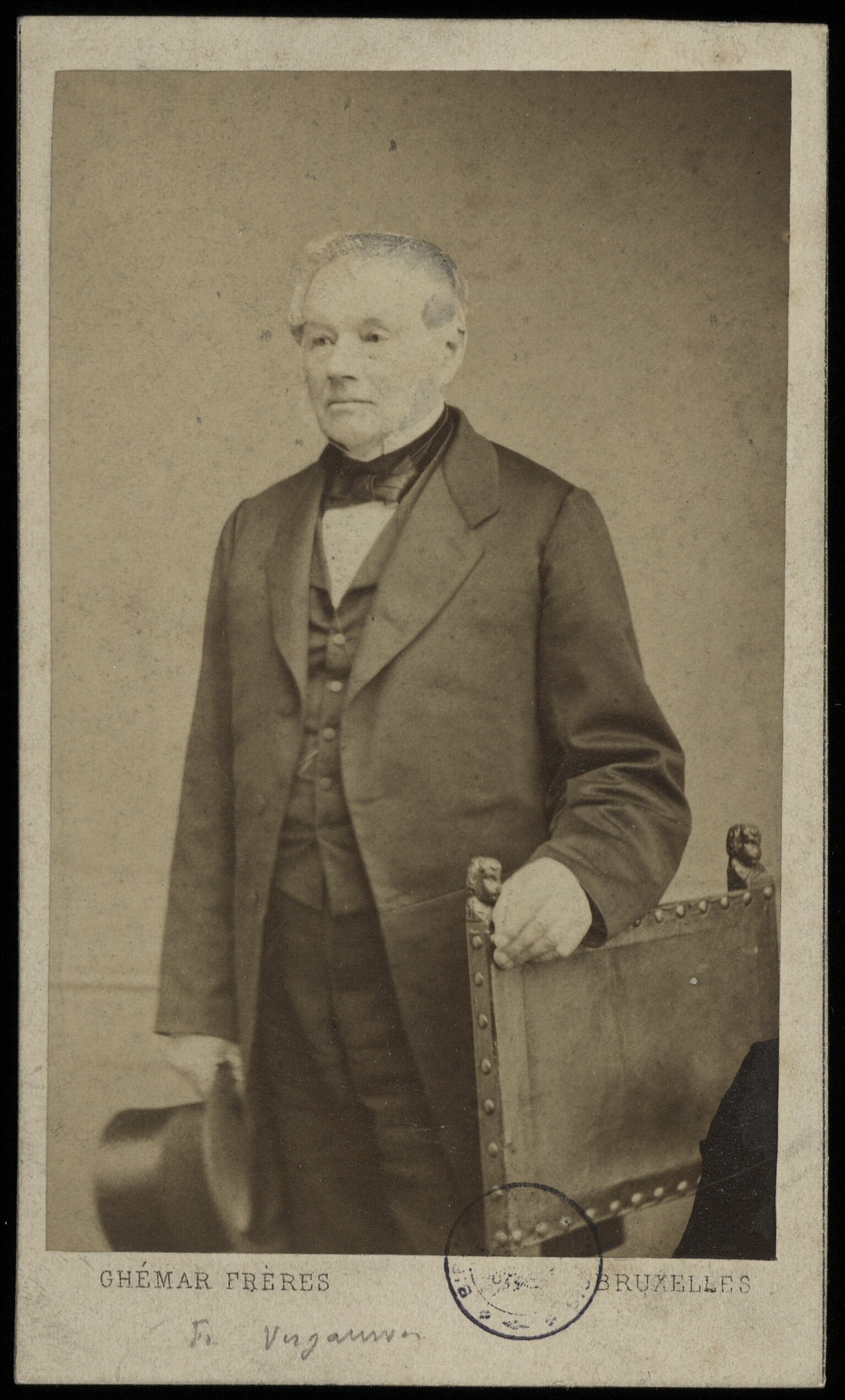
Franz Vergauwen

Jhr. François Joseph (Franz) Vergauwen (Gent, 8 februari 1801 - Scheldewindeke, 12 juli 1881) was een Belgisch volksvertegenwoordiger, senator en burgemeester.

## Levensloop
Vergauwen was lid van de familie Vergauwen en een zoon van de handelaar Jean-Baptiste Vergauwen en Marie Thérèse De Baets. Hij trouwde in 1834 met Adèle Manderbach (1814-1900) met wie hij vijf kinderen kreeg. Hij was een broer van Jean Vergauwen-Goethals. Hij was redacteur en mede-eigenaar van de Gentse dagbladen Journal des Flandres en Den Vaderlander.
Hij was plaatsvervangend lid van het Nationaal Congres en hoefde dus niet effectief te zetelen. Hij behoorde in Gent tot de voorvechters van de Belgische Revolutie. Hij was in 1831 onder meer lid van het Comité de Sûreté publique en luitenant-kolonel van de Burgerwacht. Hij botste onvermijdelijk met de orangisten, die in Gent talrijk waren. Zo kwam het tot een hevige publieke twist op 14 mei 1831 waarbij de bevelhebber van een stedelijk Oranjegezind vrijkorps Charles d'Hane de Steenhuyse (1787-1858) tijdens een concert op de Kouter Franz Vergauwen op scheldwoorden trakteerde en hem een oorveeg gaf, iets waar hij een veroordeling voor opliep. Het was blijkbaar internationaal nieuws, want zelfs de Münchener politische Zeitung en de Bayerisch Ladbötin wijdden er twee dagen later een bericht aan. Volgens de eerstgenoemde krant was Vergauwen razend populair onder de bevolking. Men had hem tegengehouden toen hij zijn pistool wilde bovenhalen. Daarop was hij naar het stadhuis getrokken en had er een bevel uitgevaardigd waarbij alle wachtposten een dubbele bezetting kregen, om verder oproer te verhinderen.
Als "liberaal katholiek" zetelde hij voor beide politieke strekkingen in het parlement. Vergauwen was eerst van 1831 tot 1839 volksvertegenwoordiger voor het arrondissement Gent. Van 1845 tot 1851 was hij senator voor het arrondissement Gent, eerst als katholiek, nadien voor de liberalen. In september 1851 raakte hij niet herverkozen; hij was toen geweerd van de liberale lijst en kwam weer als katholiek op (hij was immers tegen de organieke wet op het middelbaar onderwijs van 1850). Vanaf 7 november 1854 was hij katholiek senator voor het arrondissement Kortrijk ter vervanging van de overleden Charles de Moerman d'Harlebeke; dit bleef hij tot in 1878.
In 1869 was hij gemeenteraadslid van Scheldewindeke, in 1870 schepen en van 1870 tot zijn overlijden burgemeester van die gemeente. In de Sint-Christoffelkerk aldaar hangt een rouwbord dat aan hem herinnert. Hetzelfde geldt voor zijn echtgenote Adèle Manderbach.
Vergauwen was een boekverzamelaar en in 1871 voorzitter van de Maetschappy der Vlaemsche Bibliophilen. In 1884 werd zijn bibliotheek verkocht.
Net als zijn broer werd Vergauwen in 1871 verheven in de erfelijke Belgische adel. Hij was voorts drager van het IJzeren Kruis en officier in de Leopoldsorde.